# Ла-Пальма-дель-Кондадо
Ла-Пальма-дель-Кондадо (ісп. La Palma del Condado) — муніципалітет в Іспанії, у складі автономної спільноти Андалусія, у провінції Уельва. Населення — 10 475 осіб (2010).
Муніципалітет розташований на відстані близько 420 км на південний захід від Мадрида, 38 км на схід від Уельви.

## Демографія
Динаміка населення (INE ):